# Pyramida Měsíce

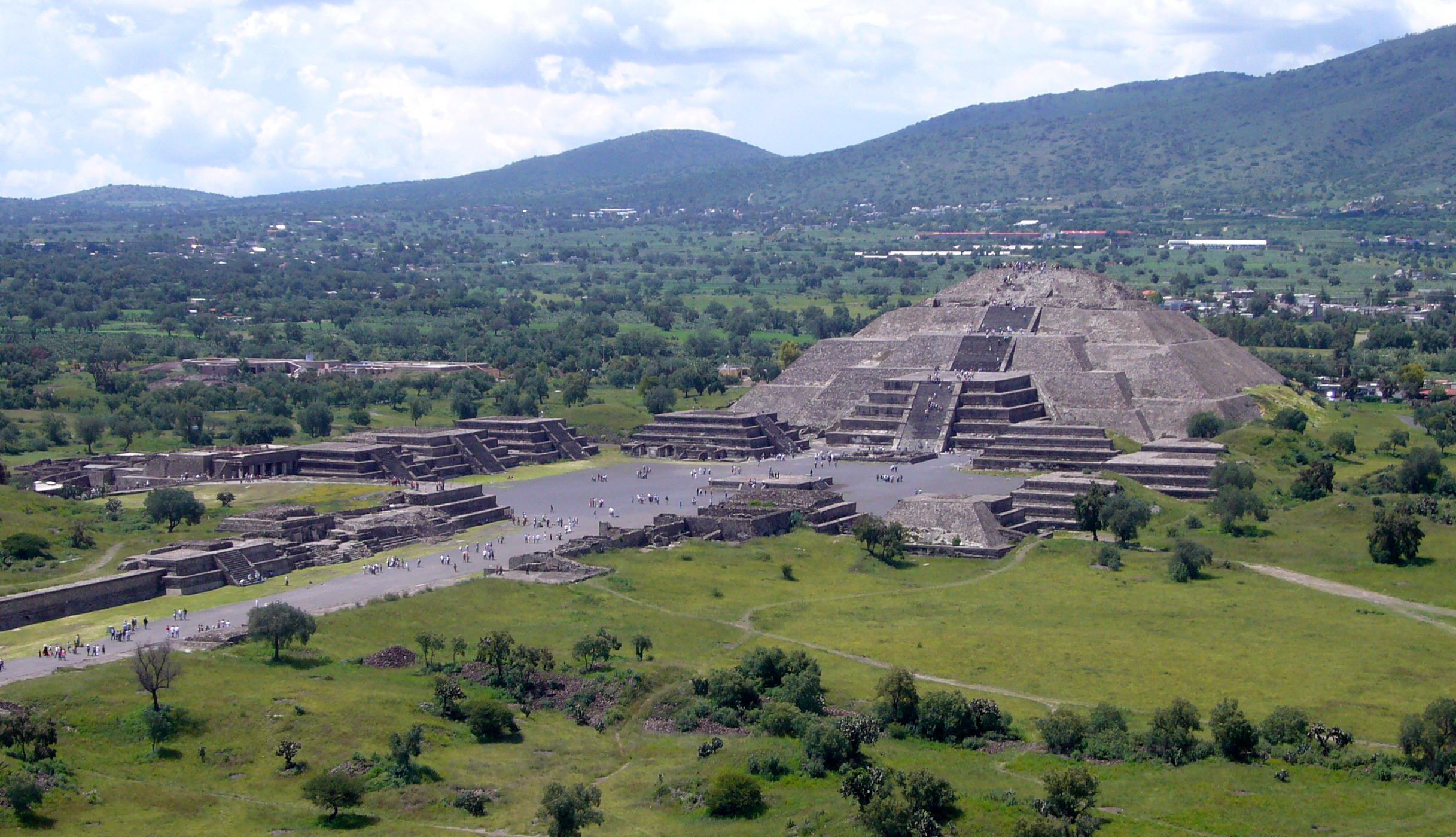
Pyramida Měsíce, Teotihuacán, Mexiko.

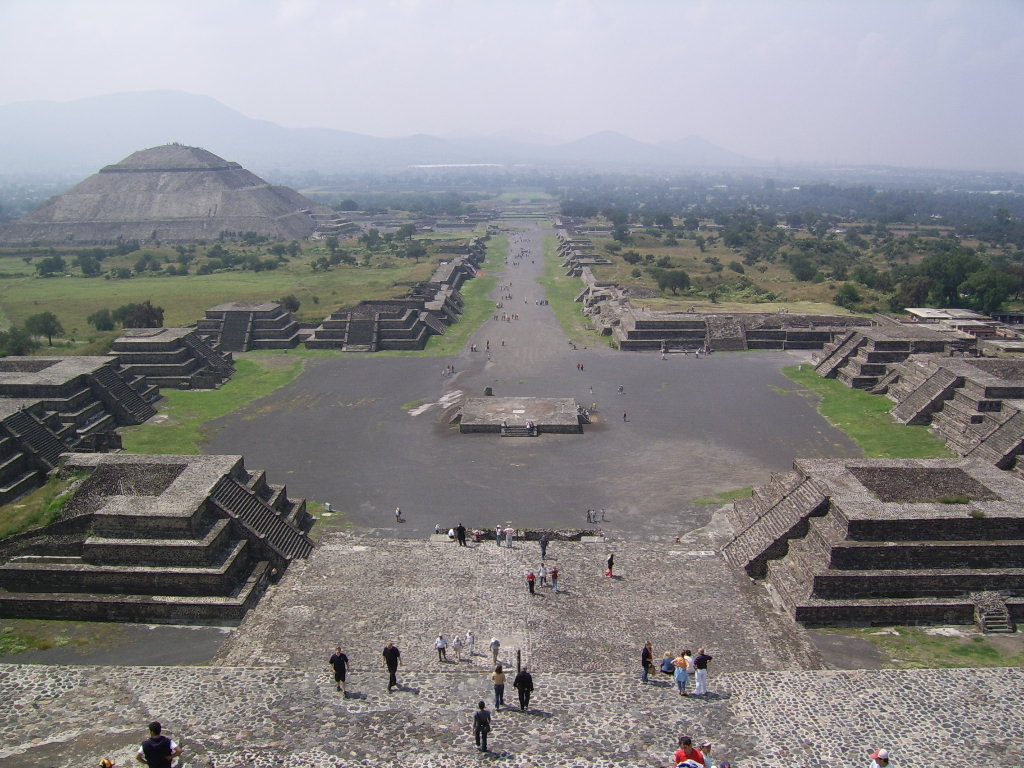
Pohled z pyramidy Měsíce na Teotihuacán (vlevo pyramida Slunce)

Pyramida Měsíce (též Měsíční pyramida, anglicky Pyramid of the Moon, španělsky Pirámide de la Luna) je druhá největší pyramida v Teotihuacánu, posvátném městě předkolumbovské Střední Ameriky.
Pyramida Měsíce ohraničuje posvátný okrsek Teotihuacánu ze severu a je dodnes jeho nejméně pochopenou stavbou. Stojí na severním konci Cesty mrtvých a její tvar přesně kopíruje tvar masivu Cerro Gordo v pozadí.
Byla vystavěna postupně, následným přebudováváním a upravováním předchozích staveb. Díky archeologickému výzkumu víme, že bylo celkem pět fází výstavby pyramidy Měsíce, přičemž ta první se datuje do 1. stol. n. l. a je nejstarším teotihuacánským monumentem. Poté samozřejmě neunikla přestavbě ve třetím období, kdy byla zvětšena a dostala nové schodiště a průčelí. Konstrukce této „čtvrté“ pyramidy ukazuje podstatný posun ve velikosti a složitosti a také změnu v její poloze tak, aby byla začleněna do jedinečného a přesného uspořádání města. Byly nalezeny důkazy o tom, že významná přestavba čtvrté pyramidy - pátá část výstavby - nastala ještě předtím, než pyramida dostala svůj konečný vzhled. V této páté konstrukci je zřetelná výrazná změna architektury, polohy a velikosti čtvrté stavby. V části této přestavby byl poprvé na pyramidě Měsíce použit styl talud-tablero. Pyramida se skládá se ze čtyř stupňovitých částí a dříve jí zdobily ještě sochy. Na jejím vrcholu stála tři metry vysoká, 22000 kg vážící kamenná socha, jež byla nalezena a vykopána na úpatí pyramidy. Stavba také skrývá několik podzemních tunelů a místností sloužících k uctívání. Nedávné vykopávky odhalily celkem pět pohřebních komor a vědci předpokládají, že se zde nachází i královská hrobka, ta však nebyla dosud objevena.

## Quetzalpapálotlův palác
Quetzalpapálotlův palác patří mezi významné stavby nacházející se na severní straně náměstí Měsíce, které obklopuje stejnojmennou pyramidu. Struktura a velice propracovaný architektonický styl stavby naznačují, že se jednalo asi o rezidenci členů vládnoucí kasty města. Najdete zde nejreprezentativnější nástěnné malby v Teotihuacánu, na nichž převládají odstíny červené. Uvnitř paláce je několik nádvoří. Mezi ně patří i Sloupové nádvoří, jedna z nejzvláštnějších a nejelegantnějších staveb Teotihuacánu. Ústřední nádvoří obklopují čtyři malé místnosti a ve třech z nich se dochovaly hlavní sloupy v minulosti sloužící jako střešní podpěra. Tyto sloupy zdobí nádherné reliéfy s vyobrazením mytické bytosti - Opeřeného motýla (Quetzalpapálotl).